# Josef Noggler (Politiker, 1865)
Josef Noggler (* 23. Oktober 1865 in St. Valentin auf der Haide, Tirol; † 15. Februar 1926 in Mals) war ein österreichischer Politiker der Christlichsozialen Partei (CSP).

## Ausbildung und Beruf
Nach dem Besuch der Volksschule und zwei Jahre Realschule wurde er Fleischhauer.

## Politische Mandate
- 1911–1918: Abgeordneter des Abgeordnetenhauses im Reichsrat (XII. Legislaturperiode), Wahlbezirk Tirol 13, Christlichsoziale Vereinigung deutscher Abgeordneter
- Vizebürgermeister von Mals
- Bürgermeister von Mals
- vom 21. Oktober 1918 bis zum 16. Februar 1919: Mitglied der Provisorischen Nationalversammlung, CSP